# Princess Sarah (anime)
Princesa Sara (小公女セーラ, Purinsesu Sēra, Princess Sarah), também conhecido como A Pequena Princesa Sara(h), é uma série de anime japonesa produzida pela Nippon Animation e Aniplex, baseada no romance A Princesinha de Frances Hodgson Burnett. Teve um total de 46 episódios, estreou originalmente em 1985 no Japão pela Fuji Television como a 11ª série da World Masterpiece Theater pela Nippon Animation.
Também foi mais tarde foi ao ar em todo o Japão pelo canal de televisão Animax, e também mais tarde voltou a transmitir a série em todo o mundo, incluindo o Animax Ásia no Sudeste Asiático e a Ásia Meridional, dublando e traduzindo a série para o Inglês com o título de Princess Sarah. A adaptação do Animax da série foi a única traduzida em inglês, e a série ainda não foi lançado comercialmente no EUA. A série também foi selecionada como uma das 100 melhores séries de anime japonesa de todos os tempos pelos telespectadores da TV Asahi.
A série nunca foi dublada para o português ou exibida nos países lusófonos.
A série também foi exibida em vários países em todo o mundo e traduzida em várias línguas, incluindo o Francês, Italiano, Alemão, Árabe, Filipino e o Espanhol. Nas Filipinas, a série foi exibida pela ABS-CBN em torno de 1990 (com algumas retransmissões no início do século 21), com o derivado filme em live-action Sarah... Ang Munting Prinsesa e a telenovela Princess Sarah.

## Enredo
Princess Sarah conta a história de Sarah Crewe, uma jovem filha de uma família Inglesa rica na índia, que participa de um seminário da seleção de garotas num internato em Londres, onde ela se destaca em seus estudos e é amada profundamente por muitas de suas amigas e colegas. No entanto, a tragédia acontece logo quando o pai de Sarah morre e sua família vai à falência, assim tornando-a uma órfã pobre. A diretora da escola, a Senhora Minchin, aproveita da situação e faz dela uma empregada na escola, se esforçando para fazer da vida dela tão infeliz quanto possível. No entanto, Sarah, com a ajuda de seus amigos, persevera e tenta suportar todas as suas dificuldades, até a redenção venha.

## Personagens
Sarah Crewe (セーラ・クルー, Sēra Kurū)
- Com a voz de Sumi Shimamoto.

A jovem heroína, que é trazida pela Senhora Minchin no seminário em Londres para aprender a ser uma dama, depois de ter sido criada em Mumbai, Índia. Devido dela ter sido mimada, ela adorava toda a sua vida, o conhecimento de Sarah no mundo real é limitado, mas ela ainda é uma garota amigável e imaginativa. Depois que seu pai morre e ela fica desamparada, a Senhora Minchin força Sarah a trabalhar como empregada no seminário, mas Sarah finge que ela é uma princesa lá dentro, embora não olhem ela como uma. Ela se recusa a perder a esperança e permanece pensativa e compassiva.
Ralph Crewe (ラルフ・クルー, Rarufu Kurū)
- Com a voz de Banjō Ginga.

O pai dedicado de Sarah. Ele investe em uma mina de diamantes na Índia, mas não conseguiu encontra-los, deixando-a, e, portanto, Sarah, completamente falido. Ele morre de febre logo após.
Senhora Minchin (ミンチン先生, Minchin Sensei)
- Com a voz de Taeko Nakanishi.

A principal antagonista, a Senhora Minchin é a diretora do seminário onde Sarah é enviada. Depois de um mal-entendido onde Minchin acredita que Sarah propositadamente prejudicou ela, posteriormente, tem um rancor intenso contra a menina. No entanto, ela é muito disposta a usar a nobre, talentosa Sarah por causa do aparecimento no seminário. Quando Sarah não é mais rica, Minchin mascarando seu ódio, se aproveita de todas as oportunidades para detonar Sarah ainda mais. Mais tarde é revelado por sua irmã, Amelia, que a razão por trás de coração frio do Minchin é por causa da vida difícil da morte de seus pais, o que a deixou cínica e materialista.
Amelia Minchin (アメリア・ミンチン, Ameria Minchin)
- Com a voz de Yukiko Nashiwa.

Gentil, mas submissa, a irmã mais nova da Senhora Minchin.
Lavinia Herbert (ラビニア・ハーバート, Rabinia Hābāto)
- Com a voz de Eiko Yamada.

Uma menina orgulhosa e manipuladora, Lavinia era originalmente a aluna mais popular no seminário, e, assim, fica loucamente com ciúmes quando Sarah começa a receber mais atenção do que ela. Mesmo quando Sarah se torna uma empregada, Lavinia continua a tentar quebrar o seu espírito.
Jessie (ジェシー, Jeshī)
- Com a voz de Seiko Nakano.

Uma das amigas escudeiras de Lavinia.
Gertrude (ガートルード, Gātorūdo)
- Com a voz de Run Sasaki.

Uma das amigas escudeiras de Lavinia.
Ermengarde St. John (アーメンガード・セントジョン, Āmengādo Sentojon)
- Com a voz de Maki Yaosaha.

Uma menina gordinha que se torna uma das amigas mais próximas de Sarah depois que Sarah defendela do tratamento abusivo de Lavínia contra ela. Ermengarde frequentemente faz mal em seus estudos, enquanto seu pai, um professor universitário, empurra-a para o Excel. Ela tem uma tia, Eliza (イライザ, Iraiza), que é um pouco distraída, mas é muito habilidosa no Herbalismo, onde ela salva a vida de Sarah quando ela fica gravemente doente.
Lottie Legh (ロッティ・レイ, Rotti Rei)
- Com a voz de Naoko Watanabe.

A mais jovem estudante do seminário, ela tem quatro anos de idade. Na primeira vez, Lottie faz muita birra, mas a menina se acalma após Sarah se tornar a mãe dela de aluguel. Após a descida de Sarah para a pobreza, Lottie se torna uma das companheiras mais fiéis de Sarah.
Becky (ベッキー, Bekkī)
- Com a voz de Mie Suzuki.

A garota do interior que vem para trabalhar no seminário a fim de apoiar sua mãe e seus irmãos mais novos. Apesar de sua situação, Becky está otimista e se mostra sonhadora. Ela é maltratada pela Senhora Minchin e sua companheira de equipe, mas é ajudada por Sarah.
Peter (ピーター, Pītā)
- Com a voz de Chika Sakamoto.

Um menino de rua que se torna o motorista de carro de Sarah quando seu pai não pode aceitar o trabalho. Ele pensa muito bem de Sarah e tem uma queda por ela.
Molly (モーリー, Mōrī)
- Com a voz de Asami Mukaidono.

James (ジェームス, Jēmusu)
- Com a voz de Daisuke Gouri.

Monsieur Dufarge (デュファルジュ先生, Dyufaruju-sensei)
- Com a voz de Toshiya Ueda.

Ramdas (ラムダス, Ramudasu)
- Com a voz de Hideyuki Tanaka.

Tom Carrisford (トム・クリスフォード, Tomu Kurisufōdo)
- Com a voz de Shūsei Nakamura.

Mr. Carmichael's family lawyer (カーマイケル弁護士, Kāmaikeru-bengoshi)
- Com a voz de Yūsaku Yara.

Donald Carmichael (ドナルド・カーマイケル, Donarudo Kāmaikeru)
- Com a voz de Mitsuko Horie.

## Equipe
- Trabalho original: Frances Hodgson Burnett, A Little Princess
- Planejamento: Shōji Satō, Eiichi Kubota (Fuji TV)
- Diretor: Fumio Kurokawa
- Roteiro: Ryūzō Nakanishi
- Desenho de personagem: Shunji Saida
- Diretores de animação: Toshiki Yamazaki, Kuniyuki Ishii, Atsuko Ōtani
- Artista de fundo: Shōhei Kawamoto
- Diretor de arte: Nobuo Numai
- Edição de plano: Yasuji Mori
- Música: Yasuo Higuchi
- Produtores: Junzō Nakajima, Taihei Ishikawa (Fuji TV)
- Produtor executivo: Kōichi Motohashi
- Gerente de produção: Mitsuru Takakuwa
- Produção: Nippon Animation, Fuji TV

## Música
- Tema de abertura: "Hana no Sasayaki" (花のささやき, lit. "Sussurro de uma flor")

Letras: Rei Nakanishi
Composição: Kōichi Morita
Arranjo: Katsuhisa Hattori
Performance: Satoko Shimonari
- Tema de encerramento: "Himawari" (ひまわり, lit. "Girassol")

Letras: Rei Nakanishi
Composição: Kōichi Morita
Arranjo: Katsuhisa Hattori
Performance: Satoko Shimonari